# Alice Hay Wadsworth
Alice Evelyn Hay Wadsworth (1880 - 13 de Maio de 1960) foi uma líder anti-sufrágio estadunidense durante o início do século 20. Ela era filha de John Hay, 37º Secretário de Estado dos Estados Unidos, e Clara L. Stone e foi casada com o Senador James W. Wadsworth, Jr., de Geneseo, Nova York, em 1902.

## A carreira de ativismo
Wadsworth foi uma proeminente líder contra o movimento do sufrágio durante o início do século 20. Wadsworths acreditava que o governo era um trabalho de homens, e apoiava as funções tradicionais da sociedade. A maternidade e a família, eram temas dominantes no argumento contra o voto das mulheres e contra tornar-se envolvidas em assuntos políticos.
Em 1917, quando os EUA se envolveram na I Guerra Mundial, o patriotismo foi outro tema utilizado pela luta anti-sufragista. No mesmo ano, o estado de Nova Iorque aprovou uma alteração na sua constituição, que concedia as mulheres o direito ao voto. Até essa época, a (National Association Opposed to Woman Suffrage) (NAOWS) Associação Nacional de Oposição ao Sufrágio da Mulher, fundada em 1911 por Josephine Jewell Dodge, tinha sua sede na Cidade de Nova Iorque. A passagem da emenda estadual, deslocou o foco do anti-sufrágio para lutar contra a passagem de uma emenda federal na Constituição dos Estados Unidos. Em 1917, Alice Hay Wadsworth substituiu Josephine Dodge como presidente da NAOWS, e a sede da organização mudou-se para Washington, D. C.

## Vida pessoal
Em 1958, A Sra. Wadsworth casou-se de novo na casa da família Wadsworth em Geneseo, com o empresário Jackson H. Boyd de Harrisburg, na Pensilvânia. Alice Hay Wadsworth Boyd faleceu na Flórida, em 1960, com 80 anos de idade e foi sepultada em Geneseo.